# Levitate
Levitate – piosenka amerykańskiego muzycznego duetu Twenty One Pilots, wydana 8 sierpnia 2018 roku jako trzeci singiel z piątego albumu studyjnego Trench, przez wytwórnię Fueled by Ramen.

## O utworze
Jest to utwór rap rockowy z elementami rocka elektronicznego. Napisany jest w tonacji fis-moll z tempem 93 uderzeń na minutę. Piosenka zawiera odniesienie do Car Radio z albumu Vessel.

## Teledysk
Teledysk przedstawia członków zespołu grających utwór w skalistym otoczeniu wraz z otaczającą ich grupą "Banditos". Na samym początku kilpu widzimy jak Tyler Joseph goli swoją głowe na łyso. Obok nich pali się samochód i latają sępy. Pod koniec teledysku Tyler zostaje odciągnięty za kaptur przez biskupa do mista DEMA.